# Callisto
Nella mitologia greca, Callisto (in greco antico: Καλλιστώ?, pronuncia kallistɔ̌ː) era una ninfa o, secondo altre versioni, la figlia di re Licaone o di uno dei suoi figli, Keteus o Nykteus. Era una delle ancelle della dea Artemide (Diana per i romani), che Zeus sedusse poiché attratto dalla sua bellezza. Secondo alcune versioni, ispirate dall'omonima commedia di Anfide, Zeus si trasformò proprio in Artemide per poter attirare Callisto e giacere con lei. In seguito a tale rapporto ella rimase incinta e, quando venne scoperta, fu espulsa e trasformata in un orso da Artemide o Era. Come orso diede quindi nascita ad Arcade, eroe eponimo della regione Arcadia. Nell'ultima parte del mito, un attimo prima di essere uccisa proprio da una freccia del figlio (che l'aveva scambiata per un orso normale), Zeus le salvò la vita ponendola tra le stelle come l'Orsa Maggiore.
Una delle lune galileiane di Giove ed un asteroide della fascia principale prendono il nome da Callisto.

## Genealogia
| \| \| \| \| \| \| \| \| \| \| \| \| \| Zeus \| Zeus \| Zeus \| Zeus \| Zeus \| Zeus \| \| \| Niobe \| Niobe \| Niobe \| Niobe \| Niobe \| Niobe \| \| \| \| \| Oceano \| Oceano \| Oceano \| Oceano \| Oceano \| Oceano \| \| \| Teti \| Teti \| Teti \| Teti \| Teti \| Teti \| \| \| \| \| \| \| \| \| \| \| \| \| \| \| \| \| \| \| \| \| \| \| \| \| \| \| \| \| \| \| \| \| \| \| \| \| \| \| \| \| \| Zeus \| Zeus \| Zeus \| Zeus \| Zeus \| Zeus \| \| \| Niobe \| Niobe \| Niobe \| Niobe \| Niobe \| Niobe \| \| \| \| \| Oceano \| Oceano \| Oceano \| Oceano \| Oceano \| Oceano \| \| \| Teti \| Teti \| Teti \| Teti \| Teti \| Teti \| \| \| \| \| \| \| \| \| \| \| \| \| \| \| \| \| \| \| \| \| \| \| \| \| \| \| \| \| \| \| \| \| \| \| \| \| \| \| \| \| \| \| \| \| \| \| \| \| \| \| \| \| \| \| \| \| \| \| \| \| \| \| \| \| \| \| \| \| \| \| \| \| \| \| \| \| \| \| \| \| \| \| \| \| \| \| \| \| \| \| \| \| \| \| \| \| \| \| \| \| \| \| \| \| \| \| \| \| \| \| \| \| \| \| \| \| \| \| \| \| \| \| \| \| \| \| \| \| \| \| \| \| \| \| \| \| \| \| \| \| \| \| \| \| \| \| \| \| \| \| \| \| \| \| \| \| \| \| \| \| \| \| \| \| \| \| \| \| \| \| \| \| \| \| \| \| \| \| \| \| \| \| \| \| \| \| \| \| \| \| \| Pelasgo \| Pelasgo \| Pelasgo \| Pelasgo \| Pelasgo \| Pelasgo \| \| \| \| \| \| \| Melibea (o Clori) \| Melibea (o Clori) \| Melibea (o Clori) \| Melibea (o Clori) \| Melibea (o Clori) \| Melibea (o Clori) \| \| \| \| \| \| \| \| \| \| \| \| \| \| \| \| \| \| \| \| \| \| \| \| \| \| \| \| \| \| \| \| \| \| \| \| \| \| \| \| \| \| \| \| \| \| \| \| \| \| \| \| \| \| \| \| Pelasgo \| Pelasgo \| Pelasgo \| Pelasgo \| Pelasgo \| Pelasgo \| \| \| \| \| \| \| Melibea (o Clori) \| Melibea (o Clori) \| Melibea (o Clori) \| Melibea (o Clori) \| Melibea (o Clori) \| Melibea (o Clori) \| \| \| \| \| \| \| \| \| \| \| \| \| \| \| \| \| \| \| \| \| \| \| \| \| \| \| \| \| \| \| \| \| \| \| \| \| \| \| \| \| \| \| \| \| \| \| \| \| \| \| \| \| \| \| \| \| \| \| \| \| \| \| \| \| \| \| \| \| \| \| \| \| \| \| \| \| \| \| \| \| \| \| \| \| \| \| \| \| \| \| \| \| \| \| \| \| \| \| \| \| \| \| \| \| \| \| \| \| \| \| \| \| \| \| \| \| \| \| \| \| \| \| \| \| \| \| \| \| \| \| \| \| Licaone \| Licaone \| Licaone \| Licaone \| Licaone \| Licaone \| \| \| Nonakris[6] \| Nonakris[6] \| Nonakris[6] \| Nonakris[6] \| Nonakris[6] \| Nonakris[6] \| \| \| \| \| \| \| \| \| \| \| \| \| \| \| \| \| \| \| \| \| \| \| \| \| \| \| \| \| \| \| \| \| \| \| \| \| \| \| \| \| \| \| \| \| \| \| \| \| \| \| \| \| \| \| \| \| \| \| \| Licaone \| Licaone \| Licaone \| Licaone \| Licaone \| Licaone \| \| \| Nonakris[6] \| Nonakris[6] \| Nonakris[6] \| Nonakris[6] \| Nonakris[6] \| Nonakris[6] \| \| \| \| \| \| \| \| \| \| \| \| \| \| \| \| \| \| \| \| \| \| \| \| \| \| \| \| \| \| \| \| \| \| \| \| \| \| \| \| \| \| \| \| \| \| \| \| \| \| \| \| \| \| \| \| \| \| \| \| \| \| \| \| \| \| \| \| \| \| \| \| \| \| \| \| \| \| \| \| \| \| \| \| \| \| \| \| \| \| \| \| \| \| \| \| \| \| \| \| \| \| \| \| \| \| \| \| \| \| \| \| \| \| \| \| \| \| \| \| \| \| \| \| \| \| \| \| \| \| \| \| \| \| \| \| \| \| \| \| \| \| \| \| \| \| \| \| \| \| \| \| \| \| \| \| \| \| \| \| \| \| \| \| \| \| \| \| \| \| \| \| \| \| \| \| \| \| \| \| \| \| \| \| \| \| \| \| \| \| \| \| \| \| \| \| \| \| \| \| \| \| \| \| 50 figli di Licaone \| 50 figli di Licaone \| 50 figli di Licaone \| 50 figli di Licaone \| 50 figli di Licaone \| 50 figli di Licaone \| \| \| \| \| Callisto \| Callisto \| Callisto \| Callisto \| Callisto \| Callisto \| \| \| Zeus \| Zeus \| Zeus \| Zeus \| Zeus \| Zeus \| \| \| \| \| \| \| \| \| \| \| \| \| \| \| \| \| \| \| \| \| \| \| \| \| \| \| \| \| \| \| \| \| \| \| \| \| \| \| \| \| \| \| \| \| \| \| \| \| \| 50 figli di Licaone \| 50 figli di Licaone \| 50 figli di Licaone \| 50 figli di Licaone \| 50 figli di Licaone \| 50 figli di Licaone \| \| \| \| \| Callisto \| Callisto \| Callisto \| Callisto \| Callisto \| Callisto \| \| \| Zeus \| Zeus \| Zeus \| Zeus \| Zeus \| Zeus \| \| \| \| \| \| \| \| \| \| \| \| \| \| \| \| \| \| \| \| \| \| \| \| \| \| \| \| \| \| \| \| \| \| \| \| \| \| \| \| \| \| \| \| \| \| \| \| \| \| \| \| \| \| \| \| \| \| \| \| \| \| \| \| \| \| \| \| \| \| \| \| \| \| \| \| \| \| \| \| \| \| \| \| \| \| \| \| \| \| \| \| \| \| \| \| \| \| \| \| \| \| \| \| \| \| \| \| \| \| \| \| \| \| \| \| \| \| \| \| \| \| \| \| \| \| \| \| \| \| \| \| \| \| \| \| \| Arcade \| \| \| \| \| \| \| \| \| \| \| \| \| \| \| \| \| \| \| \| \| \| \| \| \| \| \| \| \| \| \| \| \| \| \| \| \| \| \| \| \| \| \| \| \| \| \| \| \| \| \| \| \| \| \| \| \| \| \| \| \| \| \| \| \| \| \| \| \| \| \| \| \| \| \| \| \| \| \| \| \| \| \| \| \| \| \| \| \| \| \| \| \| \| \| \| \| \| \| \| \| \| \| \| \| \| \| \| \| \| \| \| \| \| \| \| \| \| \| \| \| \| \| \| \| \| \| \| \| \| \| \| \| \| \| \| \| \| \| \| \| \| \| \| \| \| \| \| \| \| \| \| \| \| \| \| \| \| \| \| \| \| \| \| \| \| \| \| \| \| \| \| \| \| \| \| \| \| \| \| \| \| \| \| \| \| \| \| \| \| \| \| \| \| \| Afeida \| Afeida \| Afeida \| Afeida \| Afeida \| Afeida \| \| \| Elato \| Elato \| Elato \| Elato \| Elato \| Elato \| \| \| Azano \| Azano \| Azano \| Azano \| Azano \| Azano \| \| \| Hyperippe \| Hyperippe \| Hyperippe \| Hyperippe \| Hyperippe \| Hyperippe \| \| \| Triphylus \| Triphylus \| Triphylus \| Triphylus \| Triphylus \| Triphylus \| \| \| Diomenia \| Diomenia \| Diomenia \| Diomenia \| Diomenia \| Diomenia \| \| \| Erymanthus \| Erymanthus \| Erymanthus \| Erymanthus \| Erymanthus \| Erymanthus \| \| \| Autolaus \| Autolaus \| Autolaus \| Autolaus \| Autolaus \| Autolaus \| \| \| Legenda: Maschio Femmina Divinità |  |  |  |  |  |  |  |        |        |        |        |        |        |      |      |         |         |                     |                     |                     |                     |                     |                     |         |         |       |       |                   |                   |                   |                   |                   |                   |           |           |           |           |      |      |           |           |           |           |           |           |  |  |          |          |          |          |          |          |  |  |            |            |            |            |            |            |  |  |          |          |          |          |          |          |  |  |
| |  |  |  |  |  |  |  |        |        |        |        | Zeus   | Zeus   | Zeus | Zeus | Zeus    | Zeus    |                     |                     | Niobe               | Niobe               | Niobe               | Niobe               | Niobe   | Niobe   |       |       |                   |                   | Oceano            | Oceano            | Oceano            | Oceano            | Oceano    | Oceano    |           |           | Teti | Teti | Teti      | Teti      | Teti      | Teti      |           |           |  |  |          |          |          |          |          |          |  |  |            |            |            |            |            |            |  |  |          |          |          |          |          |          |  |  |
| |  |  |  |  |  |  |  |        |        |        |        | Zeus   | Zeus   | Zeus | Zeus | Zeus    | Zeus    |                     |                     | Niobe               | Niobe               | Niobe               | Niobe               | Niobe   | Niobe   |       |       |                   |                   | Oceano            | Oceano            | Oceano            | Oceano            | Oceano    | Oceano    |           |           | Teti | Teti | Teti      | Teti      | Teti      | Teti      |           |           |  |  |          |          |          |          |          |          |  |  |            |            |            |            |            |            |  |  |          |          |          |          |          |          |  |  |
| |  |  |  |  |  |  |  |        |        |        |        |        |        |      |      |         |         |                     |                     |                     |                     |                     |                     |         |         |       |       |                   |                   |                   |                   |                   |                   |           |           |           |           |      |      |           |           |           |           |           |           |  |  |          |          |          |          |          |          |  |  |            |            |            |            |            |            |  |  |          |          |          |          |          |          |  |  |
| |  |  |  |  |  |  |  |        |        |        |        |        |        |      |      |         |         |                     |                     |                     |                     |                     |                     |         |         |       |       |                   |                   |                   |                   |                   |                   |           |           |           |           |      |      |           |           |           |           |           |           |  |  |          |          |          |          |          |          |  |  |            |            |            |            |            |            |  |  |          |          |          |          |          |          |  |  |
| |  |  |  |  |  |  |  |        |        |        |        |        |        |      |      | Pelasgo | Pelasgo | Pelasgo             | Pelasgo             | Pelasgo             | Pelasgo             |                     |                     |         |         |       |       | Melibea (o Clori) | Melibea (o Clori) | Melibea (o Clori) | Melibea (o Clori) | Melibea (o Clori) | Melibea (o Clori) |           |           |           |           |      |      |           |           |           |           |           |           |  |  |          |          |          |          |          |          |  |  |            |            |            |            |            |            |  |  |          |          |          |          |          |          |  |  |
| |  |  |  |  |  |  |  |        |        |        |        |        |        |      |      | Pelasgo | Pelasgo | Pelasgo             | Pelasgo             | Pelasgo             | Pelasgo             |                     |                     |         |         |       |       | Melibea (o Clori) | Melibea (o Clori) | Melibea (o Clori) | Melibea (o Clori) | Melibea (o Clori) | Melibea (o Clori) |           |           |           |           |      |      |           |           |           |           |           |           |  |  |          |          |          |          |          |          |  |  |            |            |            |            |            |            |  |  |          |          |          |          |          |          |  |  |
| |  |  |  |  |  |  |  |        |        |        |        |        |        |      |      |         |         |                     |                     |                     |                     |                     |                     |         |         |       |       |                   |                   |                   |                   |                   |                   |           |           |           |           |      |      |           |           |           |           |           |           |  |  |          |          |          |          |          |          |  |  |            |            |            |            |            |            |  |  |          |          |          |          |          |          |  |  |
| |  |  |  |  |  |  |  |        |        |        |        |        |        |      |      |         |         |                     |                     | Licaone             | Licaone             | Licaone             | Licaone             | Licaone | Licaone |       |       | Nonakris          | Nonakris          | Nonakris          | Nonakris          | Nonakris          | Nonakris          |           |           |           |           |      |      |           |           |           |           |           |           |  |  |          |          |          |          |          |          |  |  |            |            |            |            |            |            |  |  |          |          |          |          |          |          |  |  |
| |  |  |  |  |  |  |  |        |        |        |        |        |        |      |      |         |         |                     |                     | Licaone             | Licaone             | Licaone             | Licaone             | Licaone | Licaone |       |       | Nonakris          | Nonakris          | Nonakris          | Nonakris          | Nonakris          | Nonakris          |           |           |           |           |      |      |           |           |           |           |           |           |  |  |          |          |          |          |          |          |  |  |            |            |            |            |            |            |  |  |          |          |          |          |          |          |  |  |
| |  |  |  |  |  |  |  |        |        |        |        |        |        |      |      |         |         |                     |                     |                     |                     |                     |                     |         |         |       |       |                   |                   |                   |                   |                   |                   |           |           |           |           |      |      |           |           |           |           |           |           |  |  |          |          |          |          |          |          |  |  |            |            |            |            |            |            |  |  |          |          |          |          |          |          |  |  |
| |  |  |  |  |  |  |  |        |        |        |        |        |        |      |      |         |         |                     |                     |                     |                     |                     |                     |         |         |       |       |                   |                   |                   |                   |                   |                   |           |           |           |           |      |      |           |           |           |           |           |           |  |  |          |          |          |          |          |          |  |  |            |            |            |            |            |            |  |  |          |          |          |          |          |          |  |  |
| |  |  |  |  |  |  |  |        |        |        |        |        |        |      |      |         |         | 50 figli di Licaone | 50 figli di Licaone | 50 figli di Licaone | 50 figli di Licaone | 50 figli di Licaone | 50 figli di Licaone |         |         |       |       | Callisto          | Callisto          | Callisto          | Callisto          | Callisto          | Callisto          |           |           | Zeus      | Zeus      | Zeus | Zeus | Zeus      | Zeus      |           |           |           |           |  |  |          |          |          |          |          |          |  |  |            |            |            |            |            |            |  |  |          |          |          |          |          |          |  |  |
| |  |  |  |  |  |  |  |        |        |        |        |        |        |      |      |         |         | 50 figli di Licaone | 50 figli di Licaone | 50 figli di Licaone | 50 figli di Licaone | 50 figli di Licaone | 50 figli di Licaone |         |         |       |       | Callisto          | Callisto          | Callisto          | Callisto          | Callisto          | Callisto          |           |           | Zeus      | Zeus      | Zeus | Zeus | Zeus      | Zeus      |           |           |           |           |  |  |          |          |          |          |          |          |  |  |            |            |            |            |            |            |  |  |          |          |          |          |          |          |  |  |
| |  |  |  |  |  |  |  |        |        |        |        |        |        |      |      |         |         |                     |                     |                     |                     |                     |                     |         |         |       |       |                   |                   |                   |                   |                   |                   |           |           |           |           |      |      |           |           |           |           |           |           |  |  |          |          |          |          |          |          |  |  |            |            |            |            |            |            |  |  |          |          |          |          |          |          |  |  |
| |  |  |  |  |  |  |  |        |        |        |        |        |        |      |      |         |         |                     |                     |                     |                     |                     |                     |         |         |       |       |                   |                   |                   |                   | Arcade            |                   |           |           |           |           |      |      |           |           |           |           |           |           |  |  |          |          |          |          |          |          |  |  |            |            |            |            |            |            |  |  |          |          |          |          |          |          |  |  |
| |  |  |  |  |  |  |  |        |        |        |        |        |        |      |      |         |         |                     |                     |                     |                     |                     |                     |         |         |       |       |                   |                   |                   |                   |                   |                   |           |           |           |           |      |      |           |           |           |           |           |           |  |  |          |          |          |          |          |          |  |  |            |            |            |            |            |            |  |  |          |          |          |          |          |          |  |  |
| |  |  |  |  |  |  |  |        |        |        |        |        |        |      |      |         |         |                     |                     |                     |                     |                     |                     |         |         |       |       |                   |                   |                   |                   |                   |                   |           |           |           |           |      |      |           |           |           |           |           |           |  |  |          |          |          |          |          |          |  |  |            |            |            |            |            |            |  |  |          |          |          |          |          |          |  |  |
| |  |  |  |  |  |  |  | Afeida | Afeida | Afeida | Afeida | Afeida | Afeida |      |      | Elato   | Elato   | Elato               | Elato               | Elato               | Elato               |                     |                     | Azano   | Azano   | Azano | Azano | Azano             | Azano             |                   |                   | Hyperippe         | Hyperippe         | Hyperippe | Hyperippe | Hyperippe | Hyperippe |      |      | Triphylus | Triphylus | Triphylus | Triphylus | Triphylus | Triphylus |  |  | Diomenia | Diomenia | Diomenia | Diomenia | Diomenia | Diomenia |  |  | Erymanthus | Erymanthus | Erymanthus | Erymanthus | Erymanthus | Erymanthus |  |  | Autolaus | Autolaus | Autolaus | Autolaus | Autolaus | Autolaus |  |  |

Secondo altre versioni, Callisto viene invece indicata come figlia di Nykteus o Keteus, entrambi figli di Licaone. Uno scoliaste dell'Oreste di Euripide, nel 1646, indica come genitori Keteus e Stilbe.

## Mitologia

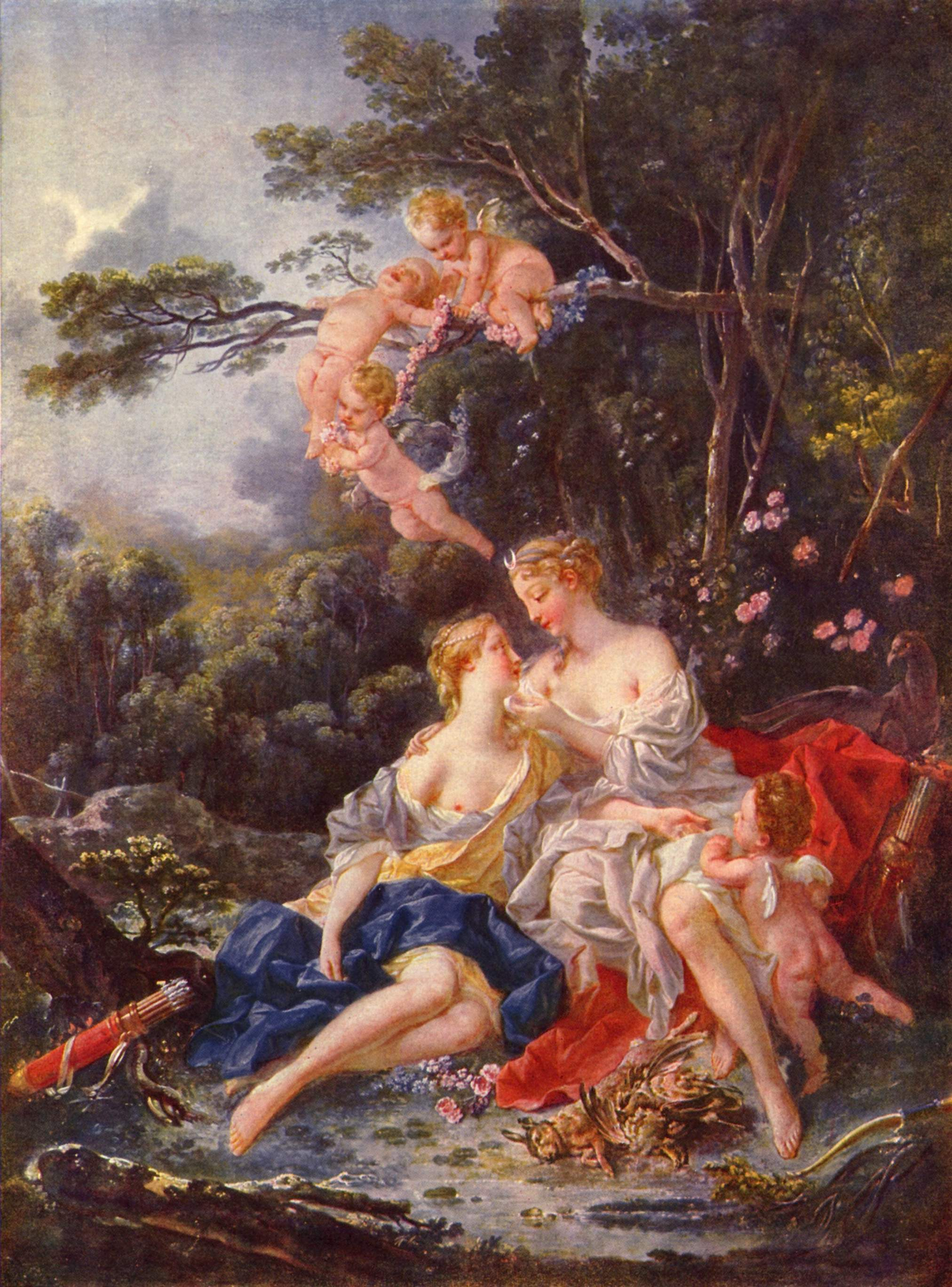
Zeus e Callisto (François Boucher)

Esiodo racconta di Callisto nella sua Astronomia. Anche se l'opera originale è andata perduta, Eratostene di Cirene riporta la versione di Esiodo nei suoi Catasterismi. In questa versione, Callisto era figlia di Licaone e viveva sulle montagne d'Arcadia, dove faceva parte del corteo di caccia della dea Artemide ed era, in quanto tale, votata alla castità. In seguito, Zeus la sedusse, giacque con lei e la mise incinta. Callisto riuscì a nascondere la gravidanza per un po' di tempo, finché Artemide riuscì a vederla nuda mentre faceva il bagno e si accorse del ventre gonfio. Infuriata, la dea la scacciò dal gruppo e la trasformò in un orso. In questa forma la principessa partorì il figlio Arcade, ma fu separata dal piccolo quando un gruppo di pastori tentò di cacciarla. Arcade venne quindi portato a Licaone. Alcuni anni dopo, Callisto entrò nel santuario di Zeus, non sapendo che fosse proibito accedervi; per questo motivo un gruppo di arcadi, tra cui il figlio stesso, la inseguirono per ucciderla, ma prima che lei potesse perdere la vita Zeus ebbe pietà e la mise tra le stelle come la costellazione dell'Orsa Maggiore (in greco in greco antico: Ἄρκτος Μεγάλη?, Arktos Megale). Questa versione della storia viene riportata anche nel De Astronomia di Igino l'Astronomo, dove viene aggiunto che Diana (Artemide) provava molto affetto per la ragazza a causa del loro carattere simile.
Il primo ad aggiungere il dettaglio secondo cui Zeus si trasformò in Artemide stessa per sedurre Callisto fu il commediografo Anfide nella sua commedia omonima Kallisto. Sebbene anche tale opera sia ad oggi perduta, un riassunto è presente nel De Astronomia. Zeus avrebbe seguito, sotto forma della figlia, la principessa arcade come se volesse aiutarla nella caccia, e la prese non appena furono separati dal resto del gruppo. Quando Artemide le chiese il motivo del suo ventre gonfio Callisto disse che era stata colpa della dea, al che questa la trasformò in orso e la scacciò. A differenza della versione di Esiodo, Callisto non viene separata dal figlio, ma, trovati i due da un gruppo di etoli, essi furono portati in Arcadia come dono per Licaone. Quando l'orsa sconfina nel tempio di Zeus (indicato da Igino come quello di Iuppiter Lycaeus, in greco Zeus Lykaios) viene seguita dal figlio e gli arcadi quindi li inseguono entrambi, ma Zeus, conscio della propria indiscrezione, li salva ponendoli assieme tra le stelle.

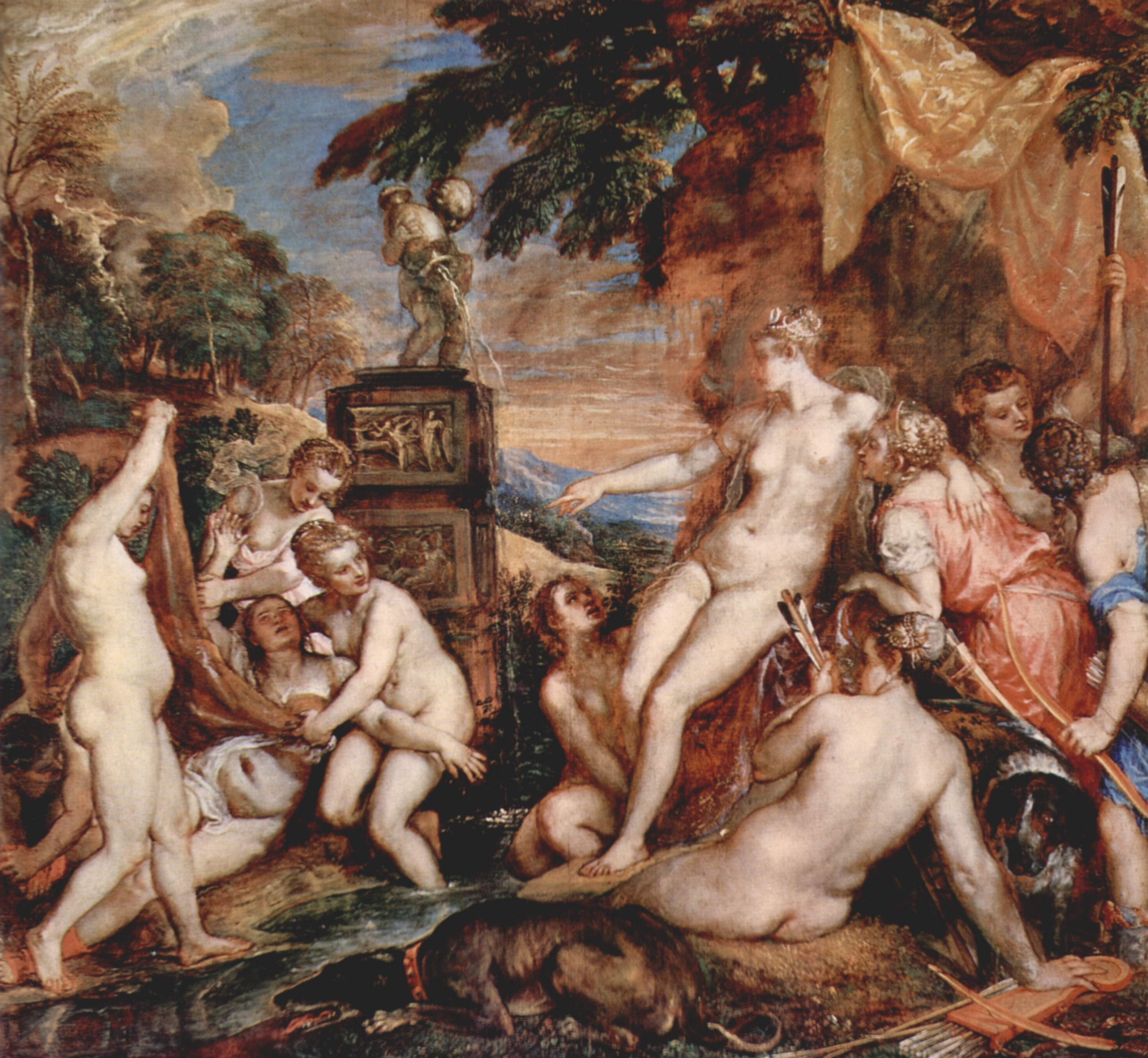
Tiziano, Diana scopre la gravidanza di Callisto.

Igino racconta anche altre versioni. In una di queste, Callisto fu trasformata in un'orsa da Era mentre giaceva con Zeus. In seguito venne uccisa da Artemide, che non la riconobbe, ma appena scoperta la sua identità ella venne piazzata tra le stelle. In un'altra versione, che ricorda molto il mito di Io, fu Zeus stesso che, mentre inseguiva Callisto, la trasformò in un orso per nascondere il fatto ad Era, la quale lo aveva raggiunto mossa dal sospetto di un tradimento. Trovando un orso al posto di una ragazza, Era indicò la bestia ad Artemide, che stava cacciando nei dintorni, e questa la uccise. Nuovamente, fu trasformata in una costellazione da Zeus. Igino racconta anche che il motivo per cui l'Orsa Maggiore non tramonta mai è che Tethys rifiuta di accoglierla tra le sue acque poiché ella fu un'amante del marito di Era, della quale la titanide fu in passato nutrice..
Pausania il Periegeta, nella sua Periegesi della Grecia, racconta similmente che Callisto fu trasformata in orsa da Era, e che Artemide la uccise per compiacere la regina degli dei; Zeus però chiese a Ermes di salvare il bambino che l'amante aveva in grembo (mostrando similarità con il mito di Semele), prima di trasformare questa nella costellazione.. Secondo Pausania, la storia di Io e quella di Callisto sono praticamente uguali, in quanto entrambe coinvolgono "amore di Zeus, ira di Era, e metamorfosi, diventando la prima una mucca e la seconda un'orsa. Questo mostra come, per Pausania, la presenza di Era nel mito fosse uno degli elementi principali. Da notare, inoltre, che Pausania non descrive mai Callisto come compagna di Artemide, per quanto non si possa dire con certezza se tale mancanza sia intenzionale o meno. Sicuramente, però, egli era cosciente di come l'arcade fosse a volte legata al culto di Artemide: sempre nella Periegesi egli indica la posizione della tomba di Callisto, raggiungibile "discendendo trenta stadi da Cruni" (vicino all'attuale Balčik, in Bulgaria), e la descrive come "un tumulo di terra, sul quale crescono molti alberi, sia di quelli coltivati che di quelli che non producono alcun frutto. Sulla cima del tumulo vi è un santuario di Artemide, soprannominata Kalliste" (in greco antico: Καλλιστη?).
Nella Biblioteca di Pseudo-Apollodoro viene ripresa la versione di Pausania, ma viene di nuovo fatto riferimento a Callisto come compagna di caccia di Artemide. Zeus la prese con la forza dopo averla ingannata con l'aspetto di Artemide od Apollo, e la trasformò in orsa per nasconderla ad Era. Anche in questa versione fu Artemide ad uccidere Callisto con una freccia, come richiesta da parte di Era oppure per punirla per non aver protetto la propria verginità. Zeus, tuttavia, riuscì a salvare proprio figlio dal grembo della madre e lo affidò alle cure di Maia (la madre di Ermes) in Arcadia; viene specificato, inoltre, che fu proprio Zeus a scegliere il nome di Arcade.

### La tradizione latina

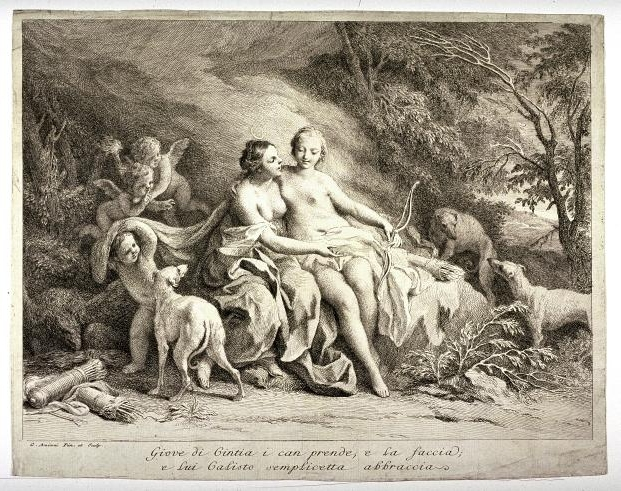
Jacopo Amigoni (1675 - 1752), Giove e Callisto (ca. 1740-1750).

Oltre che nel De Astronomia, il mito di Callisto viene riportato anche nelle Fabulae (secondo alcuni da attribuire a Gaio Giulio Igino piuttosto che all'ancora ignoto Igino l'Astronomo). Anche in questa versione Callisto viene trasformata da Giunone (Era), catasterizzata da Giove (Zeus) e non può tramontare per divieto di Tethys, ma in questo caso la costellazione viene chiamata "Septentrio", e viene riferito come nome greco "Helice". Questa è anche una delle versioni meno dettagliate della storia: Arcade viene citato come suo figlio e progenitore della razza degli arcadi, ma è mancante qualunque episodio coinvolgente i due e non viene menzionato in che occasione avviene il catasterismo; la stessa Diana (Artemide) sembra non vere alcuna connessione con Callisto, che fu semplicemente sedotta da Giove durante la di questi visita a Licaone. Un altro elemento di differenza è che, nonostante la paternità di Callisto venga attribuita al figlio di Pelasgo, la ragazza viene comunque considerata una ninfa, e infatti, nello stesso testo viene riportata la trascrizione di versi cretesi (un inno ad Arcade) in cui essa viene chiamata "Ninfa Licaoniana".
Ovidio riprende il mito nelle Metamorfosi (II, 404-507), dove narra che Callisto fu inizialmente avvicinata da Giove sotto le sembianze di Diana, ma che, una volta accortasi della passione di questo, tentò di fuggire, costringendo il dio a riassumere il suo vero aspetto per prenderla con la forza. Uscita dal boschetto dove si trovava, Callisto notò Diana che la chiamava ma, per paura che potesse trattarsi di un nuovo travestimento di Giove, si rifiutò di avvicinarsi finché non vide il resto del corteo avvicinarsi, al che, convinta dell'identità della dea, si riunì al gruppo. Passato un po' di tempo, dopo aver partecipato ad una battuta di caccia con Diana e le altre ancelle, Diana propose di fare il bagno presso una fonte. Callisto tentò di nascondersi dietro alle altre ancelle per occultare il fatto di essere incinta, ma venne infine scoperta e Diana, adirata, la scacciò.

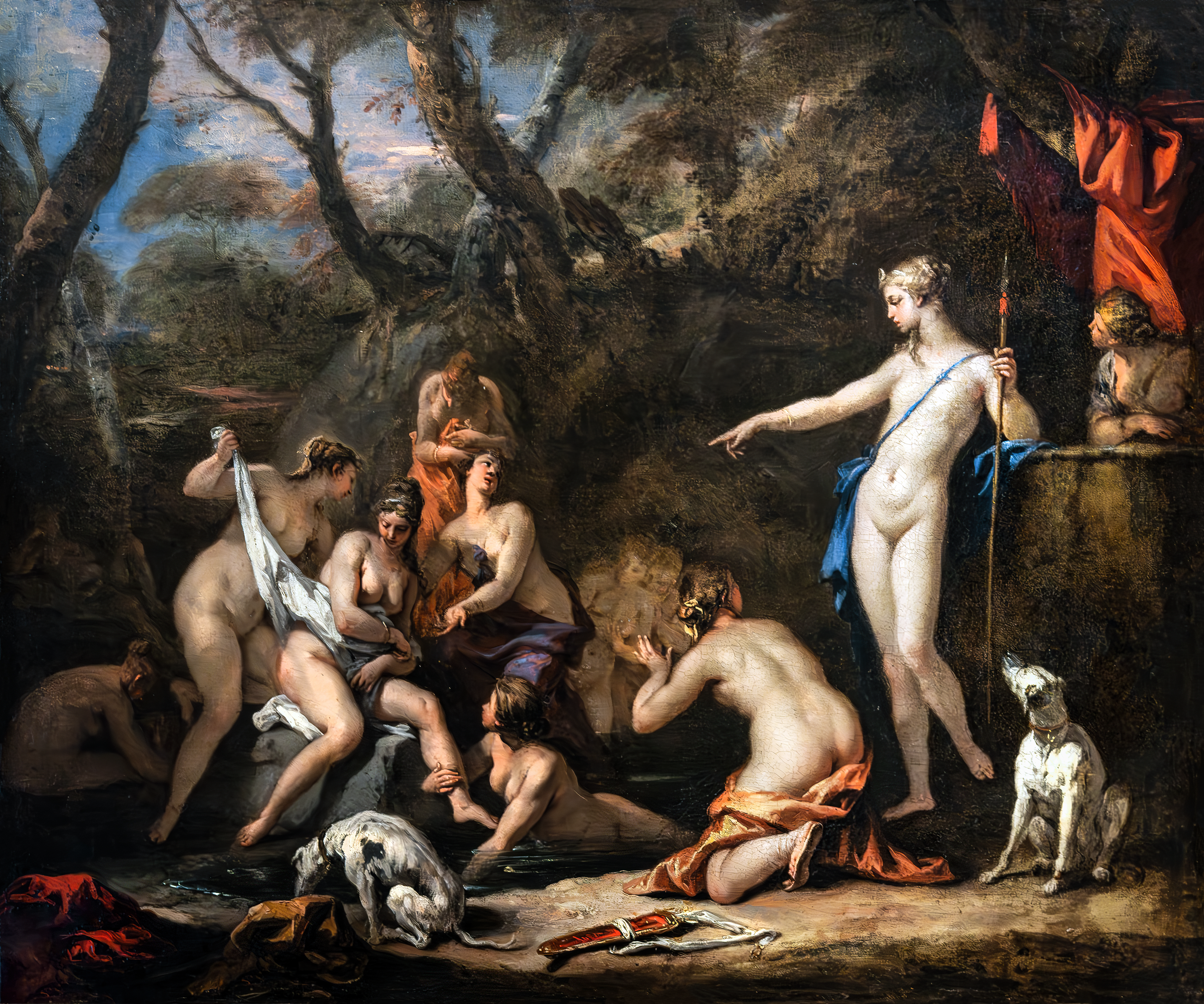
Artemide scopre la gravidanza di Callisto (Sebastiano Ricci)

Callisto diede quindi alla luce il figlio di Giove, Arcade, e solo allora Giunone, infuriata per la messa al mondo di un figlio illegittimo del marito, la trasformò in un'orsa. Callisto vagò nei campi e nei pressi degli uomini ma avendo le sembianze di un orso fu temuta e scacciata sia dagli uomini che dai cani. Similmente, nella natura, era lei stessa a fuggire dalle altre bestie selvagge, compresi i lupi, "nonostante suo padre fosse un lupo". Quindici anni dopo riconobbe il figlio Arcade che si era addentrato nella foresta per cacciare, ma quando cercò di avvicinarsi questo spaventato tentò di colpirla con una lancia nel petto. Giove, tuttavia, non permise il crimine di un figlio che uccide la propria madre, e mandò un vento che li sollevò entrambi da terra e lì collocò come costellazioni in cielo. Giunone, infuriata nel vedere i due venire onorati con questa condizione, si recò da Tethys e Oceano per chiedere che impedissero a madre e figlio di riposarsi nelle loro acque tramontando, e i due esaudirono tale richiesta.
Nei Fasti, Ovidio associa Callisto all'Orsa maggiore ed Arcade all'Orsa Minore, chiamandole con i loro nomi greci (rispettivamente Arktos, "Orso", e Arctophylax, "Guardiano d'orsi"). Qui racconta in modo meno dettagliato la stessa versione presente nelle Metamorfosi, con la sola differenza che, durante la scena del bagno, Callisto non tenta di nascondersi ma invece rifiuta di spogliarsi; fino a che Diana, insospettita, le strappa la veste. Viene anche specificato che il corteo di caccia di Diana è composto da amadriadi, ma non è chiaro se anche Callisto sia una ninfa o meno.
In entrambe queste narrazioni, Ovidio critica la freddezza e la spietatezza di Diana e Giunone e cerca di appellarsi alla loro pietà, dichiarando come Callisto non sia altro che un'innocente vittima di Giove.

## Callisto nell'arte
- Callisto e Diana[17] di Bernardo Castello (Genova 1557 - 1629) affresco sulla volta d'un salotto del piano nobile della Villa Centurione del Monastero (ora Presidenza della Scuola Secondaria di Primo Grado San Pier d'Arena), di Genova Sampierdarena, Piazza del Monastero, 6
- Diana e Callisto di Peter Paul Rubens (1637-1638)
- Bagno di Diana e storie di Atteone e Callisto di Rembrandt (1634)
- Giovanni Faustini (circa 1619-1651), Calisto, libretto per La Calisto musicata da Francesco Cavalli (1602-1676). Altri libretti d'opera sullo stesso tema sono stati scritti da Luigi Groto, Francesco Clerico, Domenico Lalli e Almerico Passarelli.
- François Boucher (1703-1770) Diana e Callisto (più versioni).
- Corneille Bos (1506/1510-1556) e Hendrick Goltzius, (1558-1617), Giove e Callisto (incisione).

Anche Giambattista Tiepolo ha dipinto la storia della ninfa Callisto.